# Parafia św. Floriana w Radzanowie
Parafia pod wezwaniem świętego Floriana w Radzanowie – parafia należąca do dekanatu bodzanowskiego, diecezji płockiej, metropolii warszawskiej
Została erygowana w XIV wieku. Mieści się przy ulicy Płockiej pod numerem 30.